# Озеро (Нижегородская область)
О́зеро — деревня в городском округе Семёновский Нижегородской области России.

## История
Деревня основана в середине XVII века. Названа в честь озера Юрьево (в просторечии — просто «озеро»), на берегу которого она находится.

## Население
| 2002 | 2010 |
| ---- | ---- |
| 111  | ↘60  |

## Инфраструктура
В деревне расположена железнодорожная станция ГЖД Озеро.